# Sign
Sign (en hangul, 싸인; romanización revisada, Ssain), es una serie de televisión surcoreana de acción y drama médico, transmitida por SBS, desde el 5 de enero hasta el 10 de marzo de 2011, protagonizada por Park Shin-yang, Kim Ah Joong, Jun Kwang Ryul, Uhm Ji Won y Jung Gyu Woon. Se centra en el trabajo de un grupo de médicos forenses.

## Sinopsis
En el Servicio Nacional Forense, Go Da Kyung (Kim Ah Joong), es una novata médico forense de buen corazón que lo único que desea es investigar y descubrir crímenes en el lugar mismo, pese a su trabajo tener que realizarse entre cuatro paredes, no obstante consigue un trabajo con Yoon Ji Hoon (Park Shin-yang), un médico forense con un temperamento fuerte, que es incapaz de encontrar alguien que trabaje con el de la forma correcta.
Ellos pese a no ser compatibles inicialmente, terminan trabajando juntos y deberán imponerse a la fiscal Jung Woo Jin (Uhm Ji Won), que es la expareja de Ji Hoon y que constantemente pretende utilizar los hallazgos de los casos, para sus fines propios y sobresalir. Todo va bien, hasta que Da Kyung y Ji Hoon, descubren un misterio que se relaciona directamente con el SNF, y solo ellos pueden llegar a la verdad.

## Reparto

### Personajes principales
- Park Shin-yang como Yoon Ji Hoon.[3]
- Kim Ah Joong como Go Da Kyung.
- Jun Kwang Ryul como Lee Myung Han.
- Uhm Ji Won como Jung Woo Jin.
- Jung Gyu-woon como Choi Yi Han.[4]

### Personajes secundarios
- Song Jae Ho como Jung Byung Do.
- Jang Hyun-sung como Jang Min-seok.
- Ahn Moon Sook como Hong Sook Joo.
- Jung Eun Pyo como Kim Wan Tae.
- Lim Ho Gul como Jang Jae Young.
- Moon Chun Shik como Ahn Sung Jin.
- Kwon Byung Gil como Goo Sung Tae.
- Lee Jung Hun como Joo In Hyuk.
- Kim Kyung Bum como Park Tae Gyu.
- Jung Seung Ho como Go Kang Shik.
- Kim Young Sun como Jung Eun Mo.
- Hwang Sun Hee como Kang Seo Yeon.
- Park Young Ji como Kang Joon Hyuk.
- Lim Seung Dae como Joo Seon Woo.
- Kim Eung Soo como Abogado Choi Jung Seop.
- Kim Han Joon como Kang Yong Hwa.

### Otros personajes
Apariciones especiales
- Choi Jae Hwan como Ahn Soo Hyun.
- Kim Jung-tae como Jung Cha-young (ep. #11-13).
- Yoon Joo Sang como Jung Moon Soo.
- Yang Taek Jo como Sr. Song.
- Kim Sung Won como Director de la escuela.
- Jang Hang Jun como Invitado en la mesa.
- Kim Min Kyo como Policía.
- Kim Sung-oh como Lee Ho-jin.
- Oh Hyun Chul como Woo Jae Won.
- Han Bo Bae como Akichan.
- Maxine Koo como Periodista china.
- Park Gun Il como Seo Yoon Hyung.
- Supernova como Voice (banda).
- Kim Ik Tae.
- Lee Chang.

## Recepción

### Audiencia
En Azul la audiencia más baja y en rojo la más alta, correspondientes a las empresas medidoras TNms y AGB Nielsen.
| Ep. # | Fecha de estreno      | Share        | Share        | Share       | Share       |
| Ep. # | Fecha de estreno      | TNmS Ratings | TNmS Ratings | AGB Nielsen | AGB Nielsen |
| Ep. # | Fecha de estreno      | Nacional     | Seúl         | Nacional    | Seúl        |
| ----- | --------------------- | ------------ | ------------ | ----------- | ----------- |
| 1     | 5 de enero de 2011    | 14.3 %       | 18.1 %       | 16.1 %      | 17.3 %      |
| 2     | 6 de enero de 2011    | 15.0 %       | 18.2 %       | 17.7 %      | 20.4 %      |
| 3     | 12 de enero de 2011   | 14.0 %       | 16.7 %       | 16.2 %      | 18.2 %      |
| 4     | 13 de enero de 2011   | 12.9 %       | 15.1 %       | 14.8 %      | 16.1 %      |
| 5     | 19 de enero de 2011   | 15.0 %       | 17.4 %       | 15.3 %      | 17.3 %      |
| 6     | 20 de enero de 2011   | 13.9 %       | 16.4 %       | 17.7 %      | 19.6 %      |
| 7     | 26 de enero de 2011   | 15.7 %       | 17.5 %       | 17.6 %      | 19.0 %      |
| 8     | 27 de enero de 2011   | 15.8 %       | 17.5 %       | 17.7 %      | 19.0 %      |
| 9     | 2 de febrero de 2011  | 13.4 %       | 15.1 %       | 16.0 %      | 16.5 %      |
| 10    | 3 de febrero de 2011  | 12.3 %       | 12.8 %       | 14.0 %      | 14.7 %      |
| 11    | 9 de febrero de 2011  | 17.2 %       | 19.6 %       | 19.2 %      | 19.7 %      |
| 12    | 10 de febrero de 2011 | 17.9 %       | 20.9 %       | 20.6 %      | 21.4 %      |
| 13    | 16 de febrero de 2011 | 16.9 %       | 19.5 %       | 18.7 %      | 18.6 %      |
| 14    | 17 de febrero de 2011 | 17.9 %       | 20.8 %       | 19.5 %      | 19.6 %      |
| 15    | 23 de febrero de 2011 | 16.8 %       | 19.1 %       | 17.8 %      | 18.1 %      |
| 16    | 24 de febrero de 2011 | 17.7 %       | 20.6 %       | 19.5 %      | 20.1 %      |
| 17    | 2 de marzo de 2011    | 19.1 %       | 21.6 %       | 23.3 %      | 24.5 %      |
| 18    | 3 de marzo de 2011    | 19.7 %       | 22.6 %       | 23.8 %      | 25.7 %      |
| 19    | 9 de marzo de 2011    | 19.9 %       | 22.5 %       | 23.2 %      | 24.6 %      |
| 20    | 10 de marzo de 2011   | 22.1 %       | 26.1 %       | 25.5 %      | 27.3 %      |

## Emisión internacional
- Hong Kong: Entertainment Channel (2011 y 2012), HD Jade (2012) y No. 1 Channel (2013).
- Japón: KNTV (2012) y BS Asahi (2012).
- Singapur: Channel U (2015-2016).
- Taiwán: Videoland Drama (2012) y Elta Drama (2012).